# Gottfried Salzsieder
Gottfried Salzsieder (* um 1636 in Danzig; † 24. April 1710 in Wien, auch Saltzsieder) war ein deutscher Schauspieler.

## Leben
Gottfried Salzsieder besuchte ab 1655 das Akademische Gymnasium in Danzig. Als Schauspieler ist er erstmals 1680 in der Truppe Johannes Veltens nachweisbar. Bereits zu diesem Zeitpunkt genoss er einen herausragenden Ruf als Tyrannen-Darsteller, weshalb anzunehmen ist, dass er schon länger als Schauspieler tätig war. 1685 wurde die Truppe in  den Dienst des sächsischen Kurfürsten Johann Georg III. gestellt und nach dessen Tod 1691 entlassen.  Als auch bald darauf Johannes Velten verstarb, verblieb Salzsieder in der Truppe Catherina Elisabeth Veltens.  Zuletzt war er vermutlich für Joseph Anton Stranitzky in Wien tätig.